# Hoffmannia arborescens
Hoffmannia arborescens là một loài thực vật có hoa trong họ Thiến thảo. Loài này được Donn.Sm. mô tả khoa học đầu tiên năm 1904.